# Red Deer (rzeka)
Red Deer – rzeka przepływająca przez kanadyjską prowincję Alberta.
Jej całkowita długość wynosi 724 km, a powierzchnia zlewni 45 100 km². Wpływa do Saskatchewanu Południowego. Rzeka przepływa przez następujące miejscowości: Sundre, Red Deer, Blackfalds i Drumheller. 
Pierwotna nazwa rzeki w języku kri brzmiała "Waskasoo seepee", co oznacza "rzeka wapiti". Angielscy handlarze futer, myląc wapiti z jeleniem szlachetnym, przetłumaczyli ją jako „Red Deer River”.

## Dopływy
- Fallentimber Creek
- James River
- Raven River
- Little Red Deer River
- Medicine River
- Blindman River
- Threehills Creek
- Kneehills Creek
- Rosebud River
- Bullpound Creek
- Berry Creek
- Blood Indian Creek
- Alkali Creek